# Грб Бијелог Поља
Грб Бијелог Поља је званични грб црногорске општине Бијело Поље.

## Опис грба
Грб има шпицасти облик са лентом на врху грба. Линта је црвене боје, а на њој стоји ћирилични натпис општине „БИЈЕЛО ПОЉЕ“. Штит је црвене боје са плавим оквиром. У средини штита стоји бијели цртеш отворене књиге, а на њој бијели хералдички приказ сунца које излази. Испод књиге, приказане су три таласасте линије које симболизују ријеку Лим са њеним притокама.